# Mevlüt Erdinç
Mevlüt Erdinç (Saint-Claude, 25 februari 1987) is een voormalig Frans-Turks voetballer. Erdinç speelde tussen 2008 en 2017 in het Turks voetbalelftal.

## Clubcarrière
Erdinç stroomde in het seizoen 2005/06 door vanuit de jeugdopleiding van FC Sochaux. Voor Sochaux debuteerde hij in een met 0–1 gewonnen wedstrijd uit bij AC Ajaccio, waarin hij ook zijn eerste professionele doelpunt maakte. In het seizoen 2007/08 was hij met elf doelpunten clubtopscorer van FC Sochaux. Erdinç speelde vier seizoenen in het eerste elftal van de club, waarmee hij één keer vijftiende en twee keer veertiende werd in de Ligue 1. Sportieve uitschieter was het seizoen 2006/07, waarin hij zevende werd met Sochaux. Dat seizoen kwam hij zelf vier competitiewedstrijden in actie.
In de zomer van 2008 stond Erdinç in de belangstelling van PSV. Sochaux toonde zich in eerste instantie bereid tot onderhandelen en ontving afgevaardigden van de Eindhovenaren om Erdinç te bekijken. Zij keerden onverrichter zake terug met als verklaring dat Sochaux toch afzag van verkoop. Een jaar later verliet Erdinç Sochaux alsnog voor het eveneens Franse Paris Saint-Germain, waar hij tekende voor vier seizoenen. Met de transfer zou negen à tien miljoen euro gemoeid zijn. Erdinç werd in zijn eerste seizoen dertiende en in zijn tweede vierde van Frankrijk. In beide jaren kwam hij meer dan dertig competitiewedstrijden in actie. Wel liep zijn eigen bijdrage terug van vijftien naar acht doelpunten.
Na een laatste halfjaar in het najaar van 2011 bij Paris Saint-Germain vertrok Erdinç in januari 2012 naar Stade Rennais. Hier bereikte hij in zijn tweede jaar voor de vierde keer in zijn carrière dubbele cijfers wat betreft zijn aantal doelpunten. Hij werd met de club dat jaar dertiende in de Ligue 1.
Erdinç tekende op 1 september 2013 een vierjarig contract bij AS Saint-Étienne, de nummer vijf van Frankrijk in het voorgaande seizoen en zijn vierde club in de Ligue 1. Hier bereikte zijn doelpuntenproductie in zijn debuutjaar voor de vijfde keer de dubbele cijfers (11). In twee jaar bij AS Saint-Étienne eindigde hij als nummer vier en vijf van Frankrijk met de club.
In juli 2015 tekende hij een contract tot medio 2018 bij Hannover 96, de nummer dertien van de Bundesliga in het voorgaande seizoen en zijn eerste club buiten Frankrijk. Dat betaalde drieënhalf miljoe neuro voor hem aan Saint-Étienne. Erdinç maakte zijn debuut voor Hannover op 15 augustus 2015 in het uitduel tegen SV Darmstadt 98 (2–2 gelijkspel). Hij begon in het basiselftal, leverde de assist op de gelijkmaker van ploeggenoot Charlison Benschop enkele minuten na rust en miste een door Felix Brych toegekende strafschop na een uur spelen. In januari 2016 werd hij tot het einde van het seizoen verhuurd aan EA Guingamp. In het seizoen 2016/17 werd Erdinç verhuurd aan FC Metz. Hij verruilde Hannover 96 in juli 2017 voor Istanbul Başakşehir. In het seizoen 2018/19 speelde hij op huurbasis voor Antalyaspor. Het daaropvolgende seizoen tekende hij bij Fenerbahçe, maar vertrok een seizoen later alweer naar Fatih Karagümrük. Na een korte periode bij de club tekende hij bij Kocaelispor.

## Clubstatistieken
| Seizoen | Club                | Competitie             | Competitie | Competitie | Beker | Beker  | Internationaal | Internationaal | Totaal | Totaal |
|         |                     |                        | Wed.       | Doelp.     | Wed.  | Doelp. | Wed.           | Doelp.         | Wed.   | Doelp. |
| ------- | ------------------- | ---------------------- | ---------- | ---------- | ----- | ------ | -------------- | -------------- | ------ | ------ |
| 2005/06 | FC Sochaux          | Ligue 1                | 10         | 2          | 3     | 0      | -              | -              | 13     | 2      |
| 2006/07 | FC Sochaux          | Ligue 1                | 4          | 0          | 1     | 0      | -              | -              | 5      | 0      |
| 2007/08 | FC Sochaux          | Ligue 1                | 29         | 11         | 4     | 0      | 1              | 0              | 34     | 11     |
| 2008/09 | FC Sochaux          | Ligue 1                | 36         | 11         | 2     | 1      | -              | -              | 38     | 12     |
| 2009/10 | Paris Saint-Germain | Ligue 1                | 31         | 15         | 6     | 4      | -              | -              | 37     | 19     |
| 2010/11 | Paris Saint-Germain | Ligue 1                | 34         | 8          | 10    | 0      | 10             | 1              | 54     | 9      |
| 2011/12 | Paris Saint-Germain | Ligue 1                | 23         | 1          | 3     | 1      | 6              | 0              | 33     | 6      |
| 2011/12 | Stade Rennais       | Ligue 1                | 12         | 4          | 3     | 0      | -              | -              | 37     | 13     |
| 2012/13 | Stade Rennais       | Ligue 1                | 32         | 10         | 5     | 3      | -              | -              | 37     | 13     |
| 2013/14 | Stade Rennais       | Ligue 1                | 4          | 1          | 0     | 0      | -              | -              | 4      | 1      |
| 2013/14 | AS Saint-Étienne    | Ligue 1                | 27         | 11         | 2     | 1      | -              | -              | 29     | 12     |
| 2014/15 | AS Saint-Étienne    | Ligue 1                | 26         | 8          | 6     | 1      | 4              | 0              | 36     | 9      |
| 2015/16 | Hannover 96         | Bundesliga             | 11         | 0          | 2     | 0      | -              | -              | 13     | 0      |
| 2015/16 | → EA Guingamp       | Ligue 1                | 15         | 4          | 1     | 0      | -              | -              | 16     | 4      |
| 2016/17 | → FC Metz           | Ligue 1                | 24         | 6          | 3     | 0      | -              | -              | 27     | 6      |
| 2017/18 | Istanbul Başakşehir | Süper Lig              | 16         | 4          | 4     | 2      | 6              | 0              | 26     | 6      |
| 2018/19 | → Antalyaspor       | Süper Lig              | 24         | 12         | 3     | 2      | -              | -              | 27     | 14     |
| 2019/20 | Fenerbahçe          | Süper Lig              | 12         | 0          | 7     | 4      | -              | -              | 19     | 4      |
| 2020/21 | Fatih Karagümrük    | Süper Lig              | 30         | 3          | 2     | 0      | -              | -              | 32     | 3      |
| 2021/22 | Kocaelispor         | TFF 1. Lig             | 8          | 0          | 1     | 0      | -              | -              | 9      | 0      |
| 2021/22 | Ümraniyespor        | TFF 1. Lig             | 2          | 0          | 0     | 0      | -              | -              | 2      | 0      |
| 2022/23 | Racing Besançon     | Championnat National 2 | 0          | 0          | 0     | 0      | -              | -              | 0      | 0      |

## Interlandcarrière
Vanwege zijn dubbele nationaliteit mocht Erdinç zowel voor het Franse als voor het Turkse nationale voetbalelftal uitkomen. Hij was jeugdinternational voor Frankrijk. Op 26 maart 2008 koos hij definitief voor Turkije, toen hij debuteerde voor het nationale elftal in een in 2–2 geëindigd duel tegen Wit-Rusland. Erdinç maakte deel uit van de Turkse selectie voor het Europees kampioenschap voetbal 2008. Hij speelde de eerste helft van de groepswedstrijd tegen Portugal en viel in de verloren halve finale tegen Duitsland in de 81ste minuut in. Zijn eerste interlanddoelpunt maakte Erdinç op 11 oktober 2008 in de WK-kwalificatiewedstrijd tegen Bosnië en Herzegovina (2–1 winst).

## Erelijst
| Competitie          |            |            |            |            |
| Competitie          | Aantal     | Jaren      |            |            |
| FC Sochaux          | FC Sochaux | FC Sochaux | FC Sochaux | FC Sochaux |
| ------------------- | ---------- | ---------- | ---------- | ---------- |
| Coupe de France     | 1x         | 2006/07    |            |            |
| Paris Saint-Germain |            |            |            |            |
| Coupe de France     | 1x         | 2009/10    |            |            |